# Municipio de Silver Spring
El municipio de Silver Spring (en inglés: Silver Spring Township) es un municipio ubicado en el condado de Cumberland en el estado estadounidense de Pensilvania. En el año 2000 tenía una población de 10.592 habitantes y una densidad poblacional de 125,8 personas por km².

## Geografía
El municipio de Silver Spring se encuentra ubicado en las coordenadas 40°13′00″N 77°02′59″O / 40.21667, -77.04972.

## Demografía
Según la Oficina del Censo en 2000 los ingresos medios por hogar en la localidad eran de 54.932 $ y los ingresos medios por familia eran de 63.828 $. Los hombres tenían unos ingresos medios de 45.152 $ frente a los 29.821 $ para las mujeres. La renta per cápita de la localidad era de 31.728 $. Alrededor del 2,4% de la población estaba por debajo del umbral de pobreza.